# 向陽大崩壁
向陽大崩壁，又稱向陽大斷崖，是臺灣中央山脈南段的一處崩塌地，向陽山西南方約900公尺處，因鄰近此山而得名。位於臺東縣海端鄉利稻村，鄰近高雄市桃源區梅山里邊界。斷崖北側的頂端為中央山脈主脊上的向陽山、魔保來山、溪頭山三座山連成，長約3公里的半弧形稜線；斷崖東側的頂端為向陽山往南連接向陽森林遊樂區的支稜（即南橫往北攀登向陽山、嘉明湖大眾登山步道所上登的稜線）。由正上方俯瞰呈朝西北方開展的扇狀，最高點海拔約3450公尺。崩壁自向陽山西南坡與魔保來山南面向下往西南延伸，沿新武呂溪源流哈里博松溪抵達南橫公路旁，現已往下崩落至埡口山莊下方，高度落差約800公尺，是臺灣高度落差最大的獨立崩崖。向陽大斷崖原本崩壁侷限在溪頭山東南方，莫拉克風災時關山嶺山—埡口—塔關山之間的主脊東側新形成多處崩毀，與在南橫南側塔關山—鷹仔嘴山之間主脊東南側的關山大斷崖逐漸會合。
向陽大崩壁緊鄰嘉明湖國家步道，也是南二段路線和南橫公路的必經地形，其中南橫公路147.8公里處的雪峰橋有埡口山莊，一旁的雲海橋則有向陽瀑布。崩壁與周遭群山同屬始新世形成的畢祿山層，由片理極為發達的黑色及綠色片岩組成，可能因地質脆弱、地震與風災頻仍，加上哈里博松溪的向源侵蝕而形成。亦因環境不穩定，崩壁底下的南橫公路多次遭土石流沖毀，或發生路基流失，直至施工單位於路基下方以貨櫃搭建擋土牆才緩解，2022年5月開放有條件通車。